# 소초초등학교
소초초등학교는 대한민국 강원특별자치도 원주시 소초면 평장리에 있는 공립 초등학교다.

## 학교 연혁
- 1930년 11월 11일 소초공립보통학교 설립인가
- 1938년 4월 1일 소초공립심상소학교 개칭
- 1941년 4월 1일 소초공립국민학교 개칭
- 1942년 4월 1일 6년제 편성
- 1982년 3월 17일 병설유치원 개원
- 1996년 3월 1일 소초초등학교로 개칭
- 2015년 2월 13일 제83회 졸업식(졸업생 총수: 4,284명)
- 2015년 3월 1일 제34대 윤종효 교장 부임
- 2015년 3월 1일 6학급 편성
- 2017년 2월 9일 제85회 졸업식(졸업생 총수 : 4,304명)
- 2017년 3월 1일 제35대 양명숙 교장 부임
- 2017년 3월 1일 6학급 편성
- 2021년: 리모델링,급식실 위치 변경

## 참고 자료
- 소초초등학교 - 한국교육학술정보원 학교알리미